# 金溶
金溶（1706年—1778年），字廣蘊，號一齋。直隸順天府大興縣（今北京市境内）人。中國清朝官員，回族。

## 生平
金溶少年師從秀水諸錦。雍正八年（1730年），金溶中三甲進士。授刑部江蘇司主事。歷官員外郎。乾隆元年（1736年），主貴州鄉試。乾隆四年（1739年），任山東道監察御史。乾隆八年（1743年）湖廣總督孙嘉淦因包庇巡撫许容奪職，命修順義城。金溶爲孫嘉淦門生，上疏為其辯護，被奪職。次年二月複職。不久，發往福建以道府用。
乾隆十年（1745年），金溶出任漳州府知府。乾隆十五年（1750年）任福建分巡台灣道，任內曾兼攝臺灣府知府。乾隆十七年（1752年）回內地，攝汀州府知府，因母喪丁憂回籍。乾隆二十一年（1756年），前往陝西辦理軍需，補官驛鹽道，歷署按察使、潼商道、延绥道，又因父喪去職。乾隆二十九年（1764年），補浙江督糧道，署寧紹台道。乾隆三十二年（1767年），因与巡撫陈学鹏不合，被其論為“迂緩不任事”，以原品休致。乾隆四十二年十二月（1778年）卒於家，享年七十三歲。《清史稿》有傳。

## 家族
父金怀玮，武進士，官至雲南援剿左協副將。怀玮生八子，皆成才。

## 延伸阅读
[在维基数据编辑]
 《清史稿/卷336》，出自趙爾巽《清史稿》